# Державний природний парк
Державний природний парк – категорія природно-заповідного фонду, що існувала з 1972 по 1983 рік. Категорія є еквівалентом сучасної категорії «національний природний парк».

## Історія категорії
Декретом Ради Народних комісарів від 16 вересня 1921 року «Про охорону пам’яток природи, садів і парків», підписаним В.І. Леніним (перший природоохоронний законодавчий акт СРСР), було виділено 5 категорій природних об'єктів, що охороняються державою (заповідники, національні парки, пам'ятки природи, сади, парки), закріплені організаційні форми охорони цінних у науковому, культурному й естетичному відношеннях територій і окремих природних об'єктів.
Наступна класифікація природоохоронних територій затверджена 1972 року, в якій зазначена категорія «Державний природний парк». Починаючи з 1.01.1978 року було також введено в дію держстандарт (і досі чинний) «Порядок погодження, затвердження і державної реєстрації заповідних об'єктів», затверджений Постановою Держплану УРСР від 23.11.1976 №101. 
22 липня 1983 року видана чинна і сьогодні постанова №311 "Про класифікацію і мережу територій та об'єктів природно-заповідного фонду Української РСР"Про класифікацію і мережу територій та об'єктів природно-заповідного фонду Української РСР. rada.gov.ua. Архів оригіналу за 21 травня 2017. Процитовано 5 червня 2016.. Розширена класифікація включає такі категорії: державний заповідник республіканського значення, державний природний національний парк, державний заказник (республіканського значення, місцевого значення), державна пам’ятка природи (республіканського значення, місцевого значення), державний ботанічний сад, державний дендрологічний парк, державний зоологічний парк, державний парк-пам’ятка садово-паркового мистецтва (республіканського значення, місцевого значення) та державне заповідне урочище.
Сучасна класифікація категорій природно-заповідного фонду затверджена у 1992 році Законом України «Про природно-заповідний фонд України» і без змін збережена до нинішнього часу закріпила остаточну назву категорії природоохоронних територій: національний природний парк.

## Об’єкти
1. Карпатський державний природний парк, створений постановою Ради Міністрів УРСР від 3 червня 1980 р. № 376 (тепер – Карпатський національний природний парк).